# Edmund Bogdanowicz
Edmund Bogdanowicz, ps. Bożydar, Włast M., Deodat, Nix (ur. 11 listopada 1857 w Warszawie, zm. 25 czerwca 1911 w Grodzisku) – polski poeta, pisarz i dziennikarz.

## Życiorys
Urodził się 11 listopada 1857 roku w Warszawie, w rodzinie Feliksa Bonifacego (zm. 1899) i Franciszki z Cyrażewskich. Po ukończeniu gimnazjum kształcił się na Politechnice Drezdeńskiej, następnie na Uniwersytecie Warszawskim i Petersburskim, na wydziale matematycznym. W Petersburgu rozpoczął pracę dziennikarską w czasopiśmie Kraj. Po powrocie do Warszawy w 1880 roku, wszedł do redakcji Kuriera Warszawskiego, gdzie objął dział gazet rosyjskich, korespondencje prowincjonalne, a także pisywał tygodniowe felietony literackie pt. Świstki.
Matematyk, przyrodnik z powołania, autor artykułów popularnonaukowych, przez współczesnych jest jednak znany głównie jako poeta, publikujący znaczną liczbę erotyków i poezji lirycznych na szpaltach Kuriera Warszawskiego pod pseudonimem Bożydara. W swej poezji opiewa piękno polskiej przyrody, zachwyca się także polską wsią i jej mieszkańcami, obyczajami i tańcami ludowymi. Szczególne uznanie współczesnych wzbudziły jego strofy na śmierć Kraszewskiego. Publikował także w czasopismach Kłosy, Wiek, Tygodnik Illustrowany i Wędrowiec. Przez pewien czas pracował jako nauczyciel w szkole prof. Popławskiego w Piotrkowie, gdzie pisał również dla Tygodnika Piotrkowskiego.
Od 1885 roku był mężem Marii Kleofy Seweryny z Tymowskich h. Sas (ur. 1862), z którą miał synów: Ercia (ok. 1887–1889), Mariana Józefa Wacława (1888–1944), Stanisława Feliksa (ur. 1891) i Jana Józefa.
Zmarł 25 czerwca 1911 roku w Grodzisku, pochowany na cmentarzu Powązkowskim w Warszawie (kwatera 297-1-7).

## Twórczość
Proza:

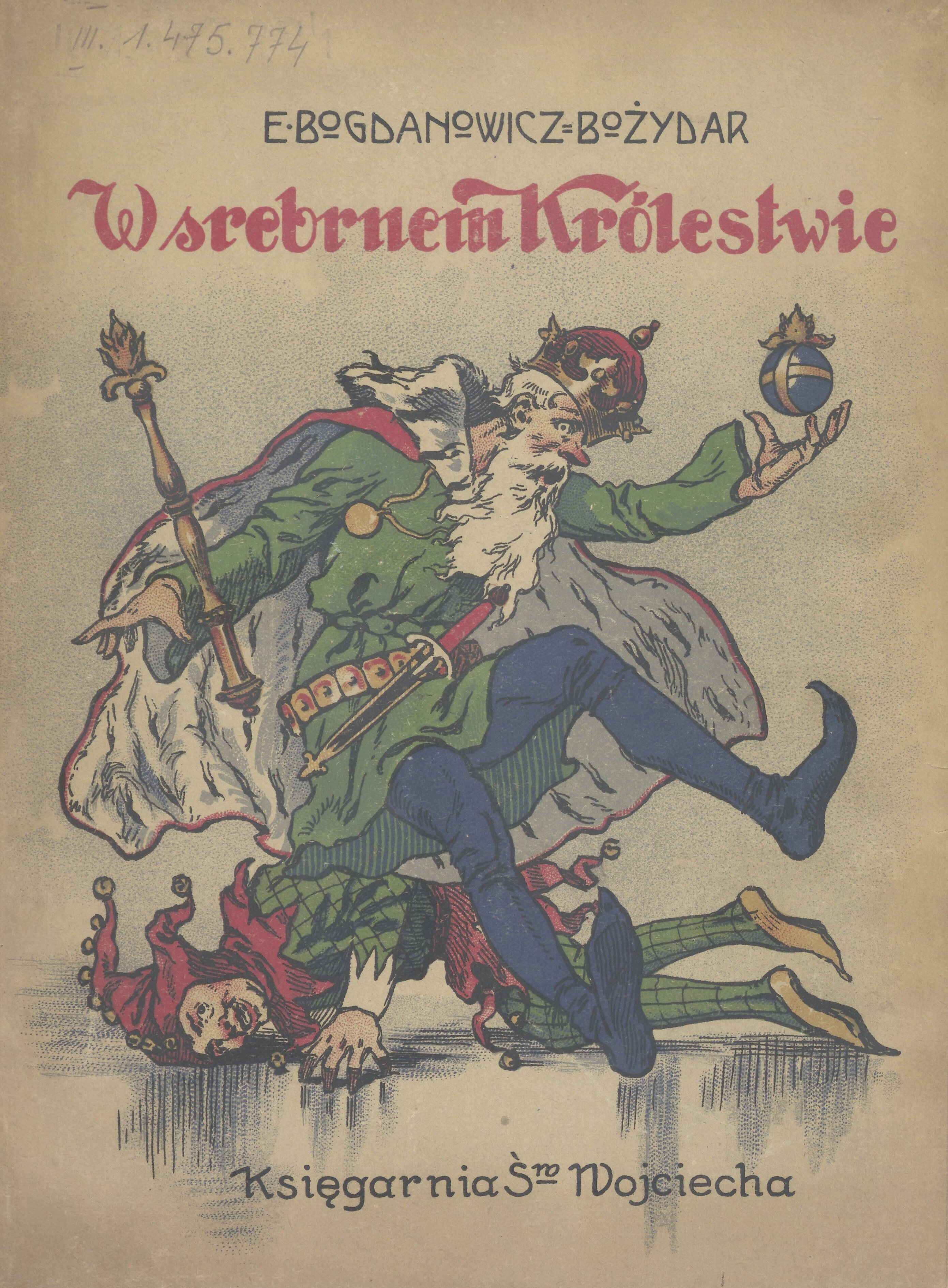
okładka książki

- 1886 – Notatka popularna o przepowiedniach i naukowych hypotezach o przyszłości ziemi – zbiór esejów
- 1903 – Pan Zagłoba i Dyogenes: Humoreski, szkice i obrazki – zbiór esejów
- 1906 – Błękitna pantera – opowiadanie z puszczy amerykańskiej
- 1909 – Opowiadania z puszczy amerykańskiej. Książka dla młodzieży
- 1923 – W srebrnem królestwie: Baśń zimowa (zob. w Wikimedia Commons)
- ? – Sępie gniazdo – opowiadanie z puszczy amerykańskiej

Utwory dramatyczne:
- ? – Monologi i wiersze do deklamacyi
- ? – Podstępem. Komedya w 1 akcie

Antologie (zbiorowo, wraz z innymi autorami):
- 1889 – Monologi. Zeszyt drugi – zbiór utworów dramatycznych
- 1913 – Ziemia polska w pieśni – wybór poezji
- 1983 – Kwiaty ojczystej ziemi – wybór poezji